# 1945年世界大賽
1945年的世界大賽是由代表美聯的底特律老虎與代表國聯的芝加哥小熊在世界大賽中對決。最後老虎以4勝3敗擊敗小熊，拿下世界大賽冠軍。
老虎隊的Paul Richards在第七戰單場打出4分打點，幫助球隊拿下勝利。
由於二戰剛結束，許多球員都還在服役來不及回歸。當時專門記錄小熊比賽的運動作家Warren Brown曾評論該屆的世界大賽是史上最糟的世界大賽。由於戰時實施的旅行限制，所以這一年的世界大賽採用3-4主客場制（先在老虎主場三連戰，再到小熊主場四連戰）。
世界大賽第四戰，球迷Billy Sianis帶著他的寵物山羊入場看球賽時遭到保全攔下，憤而說出小熊隊再也無法拿下世界大賽冠軍的詛咒。這也是棒球史上鼎鼎大名的山羊魔咒，後來該魔咒直到2016年才被破解。
總教練：史蒂夫·歐尼爾（小熊）、查理·葛林姆（老虎）。
裁判：（美聯）、（國聯）、（美聯）、（國聯）。

## 總結
美聯 底特律老虎（4）- 國聯 芝加哥小熊（3）
| 場次 | 比數                      | 日期     | 地點           | 觀眾  |
| ---- | ------------------------- | -------- | -------------- | ----- |
| 1    | 小熊 9，老虎 0            | 10月3日  | 布里格斯體育場 | 54637 |
| 2    | 小熊 1，老虎 4            | 10月4日  | 布里格斯體育場 | 53636 |
| 3    | 小熊 3，老虎 0            | 10月5日  | 布里格斯體育場 | 55500 |
| 4    | 老虎 4，小熊 1            | 10月6日  | 瑞格利球場     | 42923 |
| 5    | 老虎 8，小熊 4            | 10月7日  | 瑞格利球場     | 43463 |
| 6    | 老虎 7，小熊 8 (延長12局) | 10月8日  | 瑞格利球場     | 41708 |
| 7    | 老虎 9，小熊 3            | 10月10日 | 瑞格利球場     | 41590 |

## 逐場結果

### 第一戰：10月3日
| 芝加哥小熊                                                                                          | 4 | 0 | 3 | 0 | 0 | 0 | 2 | 0 | 0 | 9 | 13 | 0 |
| 底特律老虎                                                                                          | 0 | 0 | 0 | 0 | 0 | 0 | 0 | 0 | 0 | 0 | 6  | 0 |
| 勝投： Hank Borowy (1–0) 敗投： 哈爾·紐豪瑟 (0–1) 全壘打： 小熊：Phil Cavarretta (7上,1分) 老虎：無 |   |   |   |   |   |   |   |   |   |   |    |   |

小熊在第一戰派出季中從洋基交易得來的21勝強投Hank Borowy先發，而老虎則是派出美聯勝投王哈爾·紐豪瑟先發。不過紐豪瑟在首局就出現狀況，他在該局就因為捕逸和包含Bill Nicholson的2分打點三壘安打在內一口氣失掉4分。
度過了第二局後，第三局紐豪瑟又面臨危機。他面對6名打者被敲出2支二壘安打與2支一壘安打，總計他僅投2.2局就狂失7分。
有了打線的強力支援，Borowy也投得很順手。這場比賽他投滿9局拿下完封勝，老虎第一場比賽就在主場遭遇潰敗。

### 第二戰：10月4日
| 芝加哥小熊                                                                                        | 0 | 0 | 0 | 1 | 0 | 0 | 0 | 0 | 0 | 1 | 7 | 0 |
| 底特律老虎                                                                                        | 0 | 0 | 0 | 0 | 4 | 0 | 0 | 0 | x | 4 | 7 | 0 |
| 勝投： Virgil Trucks (1–0) 敗投： Hank Wyse (0–1) 全壘打： 小熊：無 老虎：漢克·格林伯格 (5下,3分) |   |   |   |   |   |   |   |   |   |   |   |   |

第二場，老虎推出整季只出賽1場的Virgil Trucks先發。不過他完投9局，僅在第四局被敲出安打失分。
5局下，老虎在2出局後展開攻勢。Doc Kramer先敲出安打追平比數，下一棒的格林伯格敲出3分砲，一棒擊沉小熊隊，順利將系列賽追成平手局面。

### 第三戰：10月5日
小熊隊的先發投手Claude Passeau投出強勢表現，完封9局僅被敲出1支安打。他也是繼1906年的Ed Reulbach後，再度能夠在世界大賽投出1安打比賽的投手。
老虎投手Overmire表現也不差，不過在第四局被敲出三支安打失2分成為比賽勝負的分水嶺。

### 第四戰：10月6日
| 底特律老虎                                     | 0 | 0 | 0 | 4 | 0 | 0 | 0 | 0 | 0 | 4 | 7 | 1 |
| 芝加哥小熊                                     | 0 | 0 | 0 | 0 | 0 | 1 | 0 | 0 | 0 | 1 | 5 | 1 |
| 勝投： Dizzy Trout (1–0) 敗投： Ray Prim (0–1) |   |   |   |   |   |   |   |   |   |   |   |   |

兩隊打線在前三局都靜悄悄，直到第四局老虎率先發動攻勢。老虎隊先靠著連續三支安打把對方先發Prim打退場，接下來又從對方第二任投手保羅·戴林傑手中攻下2分。
小熊隊唯一的攻勢發生在6局下，Don Johnson先敲出三壘安打，之後Peanuts Lowrey擊出滾地球讓小熊隊得分。最後老虎將戰局扳平。

### 第五戰：10月7日
| 底特律老虎                                        | 0 | 0 | 1 | 0 | 0 | 4 | 1 | 0 | 2 | 8 | 11 | 0 |
| 芝加哥小熊                                        | 0 | 0 | 1 | 0 | 0 | 0 | 2 | 0 | 1 | 4 | 7  | 2 |
| 勝投： 哈爾·紐豪瑟 (1–1) 敗投： Hank Borowy (1–1) |   |   |   |   |   |   |   |   |   |   |    |   |

第五場兩隊派出第一場的先發投手再度對決，而這次前五局雙方形成投手戰。兩隊五局打完1比1平手。
第六局，Borowy出現狀況。面對老虎隊前四位打者都被擊出安打，接替的投手Hy Vandenberg又掉了2分。6局打完，老虎5比1領先。
比賽後段，雙方互有攻勢。不過老虎隊依舊靠著6局的4分大局奠定勝基，系列賽取得3勝2敗聽牌。

### 第六戰：10月8日
| 底特律老虎                                                                                        | 0 | 1 | 0 | 0 | 0 | 0 | 2 | 4 | 0 | 0 | 0 | 0 | 7 | 13 | 1 |
| 芝加哥小熊                                                                                        | 0 | 0 | 0 | 0 | 4 | 1 | 2 | 0 | 0 | 0 | 0 | 1 | 8 | 15 | 3 |
| 勝投： Hank Borowy (2–1) 敗投： Dizzy Trout (1–1) 全壘打： 老虎：漢克·格林伯格 (8上,1分) 小熊：無 |   |   |   |   |   |   |   |   |   |   |   |   |   |    |   |

老虎先在二局上靠著滿壘時的保送獲得第一分，不過Virgil Trucks在5局下遭遇亂流，他被小熊敲出2支帶有2分打點的一壘安打失4分。6局下，小熊再靠著連續兩支二壘安打拿下一分。7局上，老虎在滿壘時靠著Roy Cullenbine和Rudy York的安打追回兩分，不過小熊在7局下一樣在滿壘時靠著保送和安打得到2分。
8局上，小熊投手Hank Wyse狀況不穩，先是投出保送接著被敲二壘安打。Joe Hoover擊出滾地球，不過捕手卻發生傳球失誤造成失分，隨後Eddie Mayo擊出安打送回該局第2分。
接替投球的Ray Prim讓Doc Kramer擊出高飛犧牲打，此時兩隊只剩1分差距。而漢克·格林伯格跳出來當英雄，他敲出左外野方向的全壘打幫助老虎在比賽後段追平比數，也讓兩隊進入延長賽。
雙方僵持到12局下，Stan Hack在兩人出局後擊出再見二壘安打，讓小熊以1分之差氣走老虎，兩隊也打到第七戰。

### 第七戰：10月10日
| 底特律老虎                                        | 5 | 1 | 0 | 0 | 0 | 0 | 1 | 2 | 0 | 9 | 9  | 1 |
| 芝加哥小熊                                        | 1 | 0 | 0 | 1 | 0 | 0 | 0 | 1 | 0 | 3 | 10 | 0 |
| 勝投： 哈爾·紐豪瑟 (2–1) 敗投： Hank Borowy (2–2) |   |   |   |   |   |   |   |   |   |   |    |   |

生死戰雙方直接派出第一戰先發的王牌一決勝負，而這次換Borowy落難，他一上場就連續被敲出3支一壘安打。總教練也當機立斷換上保羅·戴林傑，不過戴林傑在滿壘時先是投出保送，接下來被Paul Richards擊出清壘的二壘安打，老虎攻下5分大局。
2局上，戴林傑又出狀況，他連續投出3個保送讓老虎兵不血刃再拿一分。
7局上，Richards再度建功，他敲出二壘安打讓球隊拿下第7分。8局上，老虎又拿下2分取得9比0大幅領先。
哈爾·紐豪瑟這次發揮年度MVP的身手，他完投9局被敲出10支安打失3分，送出10次三振，幫助老虎拿下繼1935年來的首座世界大賽冠軍金盃。

## 外部連結
- Almanac網站上關於1945年世界大賽的頁面（页面存档备份，存于）
- MLB官網裡的1945年世界大賽頁面（页面存档备份，存于）
- Reference網站上關於1945年世界大賽的頁面（页面存档备份，存于）
- 1945年世界大賽逐場比賽結果以及每一球詳細紀錄[]